# Toponomastika
Toponomastika (toponymie) je nauka o místních jménech (toponymech). Zabývá se jejich vznikem, tvořením, rozšířením a povahou. Toponomastika je součástí onomastiky.

## Původ slova
Toponomastika je složenina z řeckého τόπος (topos) – místo a ὄνομα (onoma) – jméno.

## Historie oboru
Již roku 1587 Matouš Benešovský zvaný Philonomus v díle Knížka slov českých vyložených uvádí výklady jmen českých řek. Zdrojem je i Komenského mapa Moravy.